# David Ogilvy, XIII conte di Airlie
David George Coke Patrick Ogilvy, XIII conte di Airlie (Westminster, 17 maggio 1926 – Londra, 26 giugno 2023), è stato un nobile scozzese.

## Primi anni di vita e formazione
David George Coke Patrick Ogilvy nacque a Westminster, Londra, il 17 maggio 1926. Era il figlio maggiore di David Ogilvy, XII conte di Airlie, (1893-1968) e di sua moglie lady Alexandra Marie Bridget Coke (1891–1984), figlia di Thomas Coke, III conte di Leicester. Re Giorgio V era il suo padrino. Suo fratello minore era l'on. sir Angus Ogilvy, marito della principessa Alexandra di Kent. Prestò servizio come paggio di suo padre all'incoronazione del re Giorgio VI e della regina Elisabetta tenutasi all'abbazia di Westminster il 12 maggio 1937. Dopo la morte della regina Elisabetta II, sua amica d'infanzia, avvenuta l'8 settembre 2022, fu l'ultimo sopravvissuto tra i partecipanti a quella cerimonia.
Venne educato all'Eton College. Prestò servizio nelle Guardie Scozzesi in Germania, Malesia e Austria dal 1945. Nel 1946 venne nominato aiutante di campo del comandante in capo e alto commissario per l'Austria. Lasciò l'esercito nel 1950 per frequentare il Royal Agricultural College di Cirencester, nel Gloucestershire, per saperne di più sulla gestione delle proprietà terriere. Gestì due tenute per un totale 69 000 acri (280 km²): il castello di Cortachy e il castello di Airlie. Possedeva anche una casa in Sloane Court West a Chelsea, Londra, dove viveva al momento della sua morte.

## Carriera

### Nelle banche
Nel 1953, l'allora lord Ogilvy iniziò una carriera nel settore bancario venendo assunto da J. Henry Schroder & Co. Venne nominato amministratore della società nel 1961, presidente di Henry Schroder Wagg & Co. nel 1973 e poi di Schroders plc nel 1977.
Il 28 dicembre 1968, alla morte del padre, gli succedette nel titolo. Nel 1972 venne inserito nella International Best Dressed Hall of Fame List.

### Nella Casa reale
Nel 1984, lord Airlie si dimise da Schroder per assumere l'incarico di lord cimabellano della Casa reale, il più alto ufficio della Casa reale. Prestò giuramento nel Consiglio privato e venne nominato cavaliere di gran croce dell'Ordine reale vittoriano. In qualità di lord cancelliere, era anche cancelliere di quest'ordine. Stava seguendo le orme del suo defunto padre, che aveva prestato servizio come lord ciambellano della famiglia della regina madre Elisabetta.
Sotto lord Airlie, il ruolo cerimoniale e non esecutivo del lord ciambellano fu modificato in quello di amministratore delegato. Lord Airlie avviò i cambiamenti nei primi anni '90 sotto gli auspici di "The Way Ahead Group". In base a questi piani la regina accettò di pagare le tasse, promosse una maggiore trasparenza per il sussidio pubblico della monarchia e pose una maggiore enfasi sulle pubbliche relazioni. Nel 1986, elaborò un rapporto di 1393 pagine raccomandando 188 modifiche per rendere più fluide le operazioni della Casa reale.
Il 29 novembre 1985, venne nominato cavaliere dell'Ordine del Cardo, il più importante ordine cavalleresco della Scozia. Nel 1987 divenne presidente della General Accident Fire and Life Assurance plc. Il 19 ottobre 1989 venne nominato lord luogotenente di Angus; era vice luogotenente dal 29 novembre 1964.
Il mandato di Airlie come lord ciambellano vide tempi di turbolenza per la monarchia, l'annus horribilis della regina Elisabetta II, con l'incendio del castello di Windsor del 1992 e le separazioni e i successivi divorzi del principe e della principessa di Galles e del duca e della duchessa di York. Rimase in carica fino al 1997 e al suo ritiro fu insignito della Royal Victorian Chain e nominato lord-in-waiting.

## Ultimi anni
La casa ancestrale di lord Airlie a Tayside era il castello di Cortachy, vicino all'antico borgo di Kirriemuir, nell'Angus. Il castello è la casa di famiglia da più di 500 anni. Tuttavia, nel 2014, lord e lady Airlie lasciarono la residenza e il loro figlio maggiore, che ora gestisce la proprietà, sta valutando il futuro del castello. Il 13 novembre 2007, dopo la morte di John Scott, IX duca di Buccleuch, lord Airlie venne nominato cancelliere dell'Ordine del Cardo. Mantenne questo ufficio fino alla sua morte.
Quando nel 1994 venne istituita l'Università di Abertay Dundee, Airlie ne divenne il primo cancelliere. Dal 1973 al 1988 fu inoltre il capitano generale della Royal Company of Archers, The Queen's Bodyguard for Scotland, un'unità cerimoniale che funge da guardia del corpo del sovrano in Scozia, e quindi gold stick per la Scozia.
Nel settembre del 2022, lord Airlie partecipò al funerale di Stato della regina Elisabetta II. Nel maggio successivo presenziò all'incoronazione di re Carlo III e della regina Camilla. Lo scrittore Hugo Vickers sottolineò che lord Airlie era l'ultimo uomo sopravvissuto a partecipare a tre incoronazioni: nel 1937, nel 1953 e nel 2023.
Lord Airlie morì nella sua casa di Londra, il 26 giugno 2023, all'età di 97 anni. Le esequie si tennero nel castello di Cortachy il 6 luglio. Su sua richiesta presenziarono scout e capi scout della Scozia. Lord Airlie era infatti presidente degli scout scozzesi. Gli associati locali e i loro leader del distretto di Angus Nord si allinearono lungo la strada mentre la sua bara veniva trasportata nel suo ultimo luogo di riposo, il locale cimitero di famiglia a Cortachy.

## Vita privata
Il 23 ottobre 1952 sposò Virginia Fortune Ryan, figlia dell'imprenditore americano John Barry Ryan e di sua moglie Margaret, figlia del finanziere Otto Kahn. Il matrimonio si è svolto nella chiesa di Santa Margherita a Westminster, alla presenza della regina madre Elizabeth Bowes-Lyon e della principessa Margaret, contessa di Snowdon. La coppia ebbe sei figli e undici nipoti:
- Lady Doune Mabell Ogilvy (nata 13 agosto 1953). Sposò Hereward Wake il 15 aprile 1977 e divorziarono nel luglio del 1995. Hanno quattro figli:
  - John Hereward Wake (nato il 6 ottobre 1978);
  - Henry Wake (nato nel 1980);
  - Thom Wake (1984 - 1985);
  - Laura Katherine Wake (nata nel 1986).
- Lady Jane Fortune Margaret Ogilvy (nata il 24 giugno 1955). Sposata con Francois Nairac il 30 agosto 1980. Hanno due figlie:
  - Jessica Doune Nairac (nata nel 1985);
  - Annabel Lydia Nairac (nata nel 1988).
- David John Ogilvy, XIV conte di Airlie (9 marzo 1958). Sposata con l'on. Geraldine Harmsworth (figlia di Vere Harold Esmond Harmsworth, III visconte Rothermere) nel 1981 e divorziato nel 1990. Hanno avuto una figlia. Nel 1991 si è risposato con Taka King. Hanno tre figli.
  - On. Augusta Amadeus Caroline Ogilvy (nata il 3 dicembre 1981);
  - On. David Huxley Ogilvy (nato l'11 dicembre 1991);
  - On. Joseph Skene Ogilvy (nato il 21 marzo 1995);
  - On. Michael Móir Ogilvy (nato il 20 gennaio 1997).
- On. Bruce Patrick Mark Ogilvy (nato il 7 aprile 1959)
- Lady Elizabeth Clementina Ogilvy (nata il 4 giugno 1965). Sposata con Jonathan Baring. Hanno un figlio:
  - Samuel Fortune Patrick Baring (nato il 30 gennaio 1995).
- On. Patrick Alexander Ogilvy (nato il 24 marzo 1971).

Sua moglie, la contessa di Airlie, era lady of the Bedchamber della regina Elisabetta II dal 1º gennaio 1973, seguendo le orme di sua nonna, Mabell, contessa di Airlie, che ricoprì lo stesso incarico con la regina Maria di Teck. È stata la prima americana ad essere nominata dama di compagnia.

## Nella cultura popolare
Lord Airlie fu interpretato dall'attore Douglas Reith nel film del 2006 The Queen - La regina nella sua veste di lord ciambellano che pianifica il funerale di Diana, principessa del Galles. Fu interpretato dall'attore Martin Turner nella quinta stagione di The Crown in cui venne rappresentato mentre gestiva il divorzio del principe e della principessa del Galles.

## Antenati
|                                     |                                    |                                   | Genitori                          |  |  | Nonni |  |  | Bisnonni                        |  |  | Trisnonni                        |  |
|                                     |                                    |                                   |                                   |  |  |       |  |  | David Ogilvy, X conte di Airlie |  |  | David Ogilvy, IX conte di Airlie |  |
|                                     |                                    |                                   |                                   |  |  |       |  |  | David Ogilvy, X conte di Airlie |  |  | David Ogilvy, IX conte di Airlie |  |
|                                     |                                    | Clementina Drummond               |                                   |  |  |       |  |  | David Ogilvy, X conte di Airlie |  |  |                                  |  |
| David Ogilvy, XI conte di Airlie    |                                    |                                   |                                   |  |  |       |  |  | David Ogilvy, X conte di Airlie |  |  |                                  |  |
|                                     |                                    | Henrietta Blanche Stanley         | Edward Stanley, II barone Stanley |  |  |       |  |  |                                 |  |  |                                  |  |
|                                     |                                    | Henrietta Blanche Stanley         | Edward Stanley, II barone Stanley |  |  |       |  |  |                                 |  |  |                                  |  |
|                                     |                                    | Henrietta Blanche Stanley         | Henrietta Maria Dillon            |  |  |       |  |  |                                 |  |  |                                  |  |
| David Ogilvy, XII conte di Airlie   |                                    | Henrietta Blanche Stanley         |                                   |  |  |       |  |  |                                 |  |  |                                  |  |
|                                     |                                    | Arthur Gore, V conte di Arran     | Philip Gore, IV conte di Arran    |  |  |       |  |  |                                 |  |  |                                  |  |
|                                     |                                    | Arthur Gore, V conte di Arran     | Philip Gore, IV conte di Arran    |  |  |       |  |  |                                 |  |  |                                  |  |
|                                     |                                    | Arthur Gore, V conte di Arran     | Elizabeth Marianne Napier         |  |  |       |  |  |                                 |  |  |                                  |  |
| Mabell Gore                         |                                    | Arthur Gore, V conte di Arran     |                                   |  |  |       |  |  |                                 |  |  |                                  |  |
|                                     |                                    | Edith Jocelyn                     | Robert Jocelyn, visconte Jocelyn  |  |  |       |  |  |                                 |  |  |                                  |  |
|                                     |                                    | Edith Jocelyn                     | Robert Jocelyn, visconte Jocelyn  |  |  |       |  |  |                                 |  |  |                                  |  |
|                                     |                                    | Edith Jocelyn                     | Frances Cowper                    |  |  |       |  |  |                                 |  |  |                                  |  |
| David Ogilvy                        |                                    | Edith Jocelyn                     |                                   |  |  |       |  |  |                                 |  |  |                                  |  |
|                                     | Thomas Coke, II conte di Leicester | Thomas Coke, I conte di Leicester |                                   |  |  |       |  |  |                                 |  |  |                                  |  |
|                                     | Thomas Coke, II conte di Leicester | Thomas Coke, I conte di Leicester |                                   |  |  |       |  |  |                                 |  |  |                                  |  |
|                                     | Thomas Coke, II conte di Leicester | Lady Anne Amelia Keppel           |                                   |  |  |       |  |  |                                 |  |  |                                  |  |
| Thomas Coke, III conte di Leicester | Thomas Coke, II conte di Leicester |                                   |                                   |  |  |       |  |  |                                 |  |  |                                  |  |
|                                     |                                    | Juliana Whitbread                 | Samuel Whitbread                  |  |  |       |  |  |                                 |  |  |                                  |  |
|                                     |                                    | Juliana Whitbread                 | Samuel Whitbread                  |  |  |       |  |  |                                 |  |  |                                  |  |
|                                     |                                    | Juliana Whitbread                 | Julia Trevor                      |  |  |       |  |  |                                 |  |  |                                  |  |
| Lady Alexandra Coke                 |                                    | Juliana Whitbread                 |                                   |  |  |       |  |  |                                 |  |  |                                  |  |
|                                     |                                    | Luke White, II barone Annaly      | Henry White, I barone Annaly      |  |  |       |  |  |                                 |  |  |                                  |  |
|                                     |                                    | Luke White, II barone Annaly      | Henry White, I barone Annaly      |  |  |       |  |  |                                 |  |  |                                  |  |
|                                     |                                    | Luke White, II barone Annaly      | Ellen Dempster                    |  |  |       |  |  |                                 |  |  |                                  |  |
| Alice Emily White                   |                                    | Luke White, II barone Annaly      |                                   |  |  |       |  |  |                                 |  |  |                                  |  |
|                                     |                                    | Emily Stuart                      | James Stuart                      |  |  |       |  |  |                                 |  |  |                                  |  |
|                                     |                                    | Emily Stuart                      | James Stuart                      |  |  |       |  |  |                                 |  |  |                                  |  |
|                                     |                                    | Emily Stuart                      |                                   |  |  |       |  |  |                                 |  |  |                                  |  |
|                                     |                                    | Emily Stuart                      |                                   |  |  |       |  |  |                                 |  |  |                                  |  |